# Ceglanka
Ceglanka – potok, lewobrzeżny dopływ Junikowskiego Strumienia o długości 2,6 km. 

## Charakterystyka
Potok płynie w Poznaniu. Jego źródła znajdują się w rejonie ulic Grunwaldzkiej, Prośnickiej, Żywocickiej i Parku ks. Feliksa Michalskiego na Junikowie. Przepływa przez Junikowo, Kopaninę, a uchodzi na terenie Szacht, w pobliżu ul. Głogowskiej (droga krajowa nr 5). Mosty nad Ceglanką znajdują się w ciągach ulic: Bełchatowskiej, Odległej i Ceglanej. Nad ciekiem przebiega linia kolejowa E 20 (rejon ul. Skrajnej).
W latach 90. XX wieku 75% zlewni stanowiły tereny niezabudowane. Obecnie jednak (2010) urbanizacja okolicy postępuje znacząco. Z uwagi na swój przebieg ciek posiada stosunkowo czyste wody. Nazwa potoku związana jest z tradycjami cegielnianymi Rudniczego.